# Jean-Pierre Rives
Jean-Pierre Rives (Toulouse, 31 de diciembre de 1952) es un artista visual y exjugador francés de rugby que se desempeñaba como flanker.
Rives destacó en el deporte por su habilidad; entrega, coraje, agresividad y un efectivo tackle. Es considerado uno de los mejores jugadores en su posición y de la historia, desde 2015 es miembro del Salón de la Fama de la World Rugby.

## Selección nacional
Fue convocado a Les Bleus por primera vez en febrero de 1975 para enfrentar al XV de la Rosa y jugó con ellos hasta su retiro en marzo de 1984 frente al XV del Cardo. En total jugó 59 partidos y marcó cinco tries (20 puntos de aquel entonces).
Formó parte del legendario seleccionado integrado por entre otros, el capitán Jacques Fouroux, Robert Paparemborde y Jean-Claude Skrela que logró el Grand Slam en 1977.